# Åland24
 (novembre 2017).
Si vous disposez d'ouvrages ou d'articles de référence ou si vous connaissez des sites web de qualité traitant du thème abordé ici, merci de compléter l'article en donnant les références utiles à sa vérifiabilité et en les liant à la section « Notes et références ».

Åland24 est une chaîne de télévision régionale privée située dans la région autonome des îles d'Åland. La société a été fondée en 2005.

## Description
Le programme est, comme son nom l'indique, diffusé 24 heures sur 24. Cependant, il existe encore des zones rurales où le programme ne peut être reçu que six jours, et seulement pendant 30 minutes chacun. 
Le principal actionnaire de la société, organisé en société par actions, est depuis 2015 le Nya Ålands Tidningsaktiebolag, qui possède également le journal local Nya Åland (News of Åland).
Le financement de la chaîne provient en grande partie des recettes publicitaires. Le centre de production et la rédaction sont situés au nord de Mariehamn près de l'aéroport. La direction est actuellement tenue par Stefan Rumander.
Åland24 emploie cinq travailleurs indépendants à temps plein depuis 2010.

## Diffusion
Åland24 est diffusée en analogique et peut être reçue par câble.
En plus des îles Åland, Åland24 peut être reçue par voies hertziennes à Jakobstad, Pedersöre, Larsmo, Nykarleby, Pargas, Kimito, Karis, Lovisa et Porvoo (villes côtières finlandaises situées sur le golfe de Botnie).

## Programme
Les émissions comprennent des bulletins de nouvelles quotidiens, des programmes sportifs hebdomadaires et des groupes de discussion.
La proximité de la station avec le groupe News Aland permet à Åland24 d'accéder aux informations quotidiennes proposées par ce groupe de communication suédois. Cela entraîne des rapports courts hebdomadaires.